# Monia Chokri
Monia Chokri (Quebec, 27 de junio de 1975) es una actriz y directora de cine canadiense. Se destaca su carrera como actriz en la película Los amores imaginarios, donde actúa junto con el director y escritor de la película, Xavier Dolan.

## Biografía
Monia Chokri, nació en Quebec, Canadá en 1975. Completó sus estudios en Montreal, estudiando en el Conservatorio de arte dramático, y finalizando a comienzos del año 2005. Monia también, había realizado concursos teatrales y obras de teatro, lo que la llevó a debutar en el cine, en el año 2007, interpretando a Aziza, en la película, L'Âge des ténèbres.

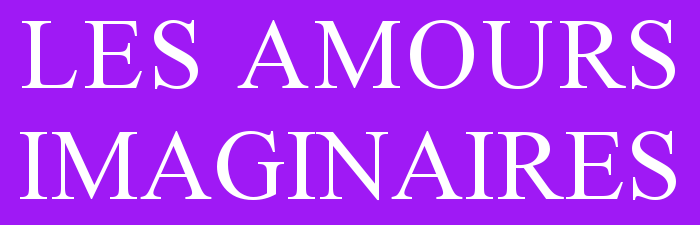
Los amores imaginarios, título.

Más tarde, participa en varias películas presentadas en el Festival de Cannes, como las de Denys Arcand y Xavier Dolan. En 2008, actúa en "centro de Frédérique au", donde interpreta a Frédérique, y más tarde, su papel interpretando a Maya en la película "Hier, demain, hier".
El éxito se aproxima a ella, cuando en 2009 la contratan para protagonizar una película junto a Xavier Dolan y Niels Schneinder, llamada Los amores imaginarios, que se estrenó en 2010. Esta película tuvo varias nominaciones en los Premios César, y ganó en el Festival de Namur, Festival de Cannes y Festival de Cine de Sídney. Además, tuvo buena crítica con Les Inrockuptibles y Le Monde, quienes fueron los que lo llamaron a los tres mejores actores de la película Los amores imaginarios.
Más tarde en 2012, Monia actúa en "Laurence Anyways", siendo Stéfanie Belair y también en "Clémenceau", con el papel de Charlotte Beauséjour.
En 2013 realiza su primer cortometraje, "Quelqu'un d'extraordinaire", que recibe numerosos premios en festivales como el de Locarno y el South by Southwest.
En 2019, Monia Chokri gana el premio Coup de Cœur en la sección oficial Un Certain Regard del Festival de Cannes.
Su segundo largometraje como directora, "Babysitter", participó en la sección MIdnight del Festival de Sundance en 2022. Y el tercero, "Simple como Sylvain", tomó parte, nuevamente, en la sección oficial Un Certain Regard del Festival de Cannes, en su 76ª edición, así como en la 37ª del Festival Internacional de películas románticas en la localidad francesa de Cabourg, donde obtuvo el Gran premio del Jurado.

## Los amores imaginarios

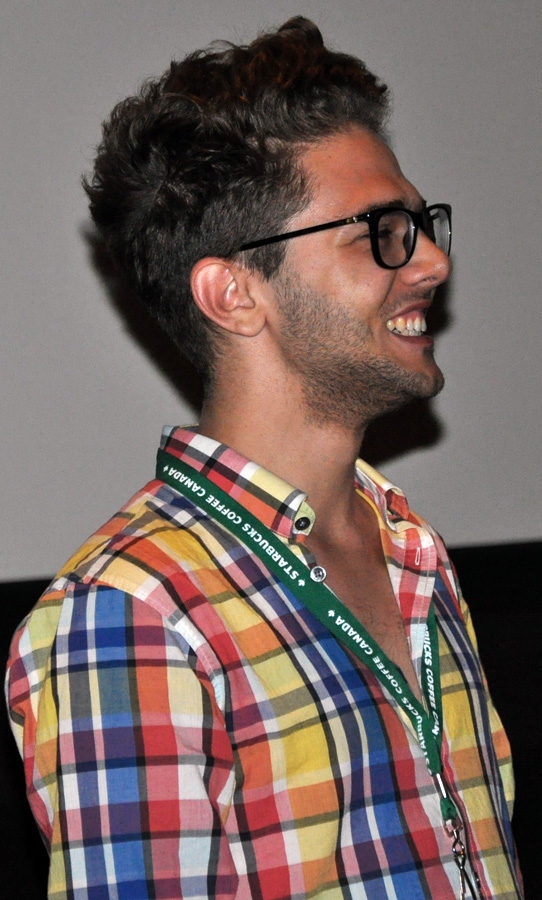
Xavier Dolan.

Monia Chokri fue vista en muchas partes del mundo gracias a Los amores imaginarios, siendo ella la protagonista principal.
La trama resulta de dos amigos inseparables; Mari, una joven de alta clase y Francis, un joven bisexual. Ambos conocen en una cena a Nicolás, y se enamoran de este. Nicolás se une a Mari y a Francis, para que puedan llegar a ser buenos amigos, pero todo cambia cuando en un viaje a las montañas, Mari se da cuenta de que Nicolás solo pasaba más tiempo con Francis y la dejaban a un lado. Mientras Mari y Francis discuten, Nicolás ni siquiera le importaba el problema de sus amigos y más tarde le confiesa a Francis que el no es gay. Después de tantas discusiones y separaciones de amigos, Francis y Mari vuelven a estar juntos y Nicolás regresa de un viaje a Asia, donde no se sabía nada de él durante un año. Mari y Francis ignoran a Nicolás y están dispuestos a encontrar el amor verdadero y seguir adelante.

## Filmografía
- 2007 : La edad de la ignorancia (L'Âge des ténèbres) : Aziza
- 2008 : Frédérique au centre: Frédérique
- 2009 : Hier, demain, hier: Maya
- 2010 : Los amores imaginarios: Marie Camille
- 2012 : Laurence Anyways : Stéfanie Belair
- 2012 : Clémenceau : Charlotte Beauséjour
- 2013: Gare du Nord: Joan
- 2014: Je suis à toi: Audrey
- 2015: Endorphine: madre de Simone
- 2015: The Saver: Adorée
- 2016: Reparar a los vivos (Réparer les vivants): Jeanne
- 2016: Compte tes blessures: Julia
- 2017: Los hambrientos: Tania
- 2018: Les scènes fortuites - Josie
- 2018: Emma Peeters – Emma
- 2018: Pauvre Georges! - Emma Maurin
- 2019: La femme de mon frère – directora y guionista
- 2019: On ment toujours à ceux qu'on aime - Jewell Stone
- 2019: Nous sommes Gold – Marianne
- 2019: Avant qu'on explose - Psy
- 2022: Babysitter: Nadia (también es la directora de la película)
- 2022: Falcon Lake: Violette
- 2023: Simple como Sylvain (Simple comme Sylvain): Françoise (también es la directora de la película)
- 2025: Mercato: Lina Fedjari